# Управленческая экономика
Управленческая экономика (экономика управления; англ. managerial economics) — научная дисциплина, изучающая применение экономических концепций, теорий, инструментов и методологий для решения практических задач в бизнесе, сочетание экономической теории и теории управления. Дисциплина, которая помогает менеджеру в принятии решений и выступает в качестве связующего звена между практикой и теорией. Она соединяет экономическую теорию и экономику на практике и в значительной степени опирается на количественные методы, такие как регрессионный анализ, корреляция и исчисления, позволяющая оптимизировать бизнес-решения с учетом целей фирмы и ограничений, налагаемых дефицитом, например, путем использования операционных исследований, математического программирования, теории игр для стратегических решений и других вычислительных методов.

## История
Считается, что впервые понятие управленческая экономика (англ. managerial economics) вёл американский экономист Джоэль Дин в своей работе «Управленческая экономика» в 1951 году, определив, что управленческая экономика — это использование экономического анализа для формулировки политических курсов бизнеса. В своей работе он отметил, что существует «большой разрыв между проблемами, которыми интересуются теоретики экономики, и вопросами поведения, которые беспокоят практикующих менеджеров. Этот пробел необходимо заполнить, чтобы дать топ-менеджерам доступ к практическому вкладу, который могут сделать экономические мыслители на курсах политэкономии».
Американский профессор Уильям Баумоль в своей работе за 1961 год указал, что любой экономист может воспользоваться своими знаниями по созданию теоретических моделей для решений коммерческих задач любой сложности.

## Определение
Согласно Британики управленческая экономика — это применение экономических принципов к принятию решений в коммерческих фирмах или других управленческих единицах. Основные концепции взяты из микроэкономики, которая изучает поведение отдельных потребителей, фирм и отраслей, к которым были добавлены другие инструменты анализа: статистические методы для оценки текущего и будущего спроса на продукцию; методы исследования операций и программирования для максимизации прибыли, минимизации затрат и выбора наиболее выгодного сочетания продуктов; теория принятия решений и теория игр, признающие условия неопределенности и несовершенного знания, в которых действуют менеджеры, для систематизации методов оценки инвестиционных возможностей.
По мнению ряда экономистов управленческая экономика — область применения экономической теории (в основном микроэкономики) к проблемам оптимального распределения экономических ресурсов. Другие считают, что управленческая экономика — область лишь микроэкономики, подход интеграции принципов и методов бухгалтерского учёта, финансов, маркетинга и менеджмента. Также считается, что управленческая экономика — междисциплинарная наука экономической теории и науки о принятии решений, обеспечивающая выработку решений в частном и государственном секторах. По мнению американского профессора экономики К.К. Сио (англ. K.K. Seo), объединив эти определения, управленческая экономика — эта дисциплина, изучающая способы применения микроэкономического раздела экономической теории к практическим проблемам с целью повышения качества управленческих решений по оптимальному распределению ограниченных ресурсов между конкурирующими направлениями работ в частном и государственном секторах.
В современном учебнике П. Кита и Ф. Янга управленческую экономику определяют как область применения экономического анализа для принятия коммерческих решений по наилучшему использованию ограниченных ресурсов организаций.

## Область изучения
Области принятия управленческих решений включают в себя:
- оценка инвестиционных фондов
- выбор направления деятельности
- выбор продукта
- определение оптимальной производительности
- стимулирование сбыта

Практически любое бизнес-решение может быть проанализировано с помощью управленческих экономических методов, но чаще всего оно применяется к:
- Анализ рисков - различные модели используются для количественной оценки риска и асимметричной информации и для использования их в правилах принятия решений для управлению риском.
- Анализ производства - микроэкономические методы используются для анализа эффективности производства, оптимального распределения факторов производства, затрат, эффекта масштаба и оценки функции затрат фирмы.
- Анализ ценообразования - микроэкономические методы используются для анализа различных ценовых решений, включая трансфертное ценообразование, совместное ценообразование, ценовую дискриминацию, оценки ценовой эластичности и выбор оптимального метода ценообразования.
- Составление бюджетного капитала - инвестиционная теория, используемая для изучения решений компании о покупке капитала .

В университетах этот предмет преподается прежде всего для студентов старших курсов и аспирантов. Это рассматривается как предмет интеграции. Иными словами он объединяет многие концепции из широкого спектра обязательных курсов. Во многих странах можно получить степень в области экономики предприятия, которая часто охватывает управленческую экономику, финансовую экономику, теорию игр, бизнес- прогнозирование и экономику промышленности.

## Объем
Экономика управления в определенной степени носит предписывающий характер, поскольку предполагает направление действий по решению проблем управления. Проблемы могут быть связаны с различными отделами в фирме, такими как производство, бухгалтерия, продажи и т.д.
(а) Операционные вопросы 
1. Решение по требованию
2. Производственное решение
3. Теория обмена или теория цен
4. Вся экономическая деятельность человека

(б) Экологические проблемы 
1. Природа и тенденции отечественного бизнеса / международной среды
2. Природа и влияние социальных затрат и государственной политики